# Berufsschullehrerverband Baden-Württemberg
Der Berufsschullehrerverband Baden-Württemberg  (BLV), eingetragen als Verband der Lehrerinnen und Lehrer an beruflichen Schulen in Baden-Württemberg e. V.  mit Sitz in Stuttgart ist eine Gewerkschaft im DBB Beamtenbund und Tarifunion.

## Ziele und Inhalte

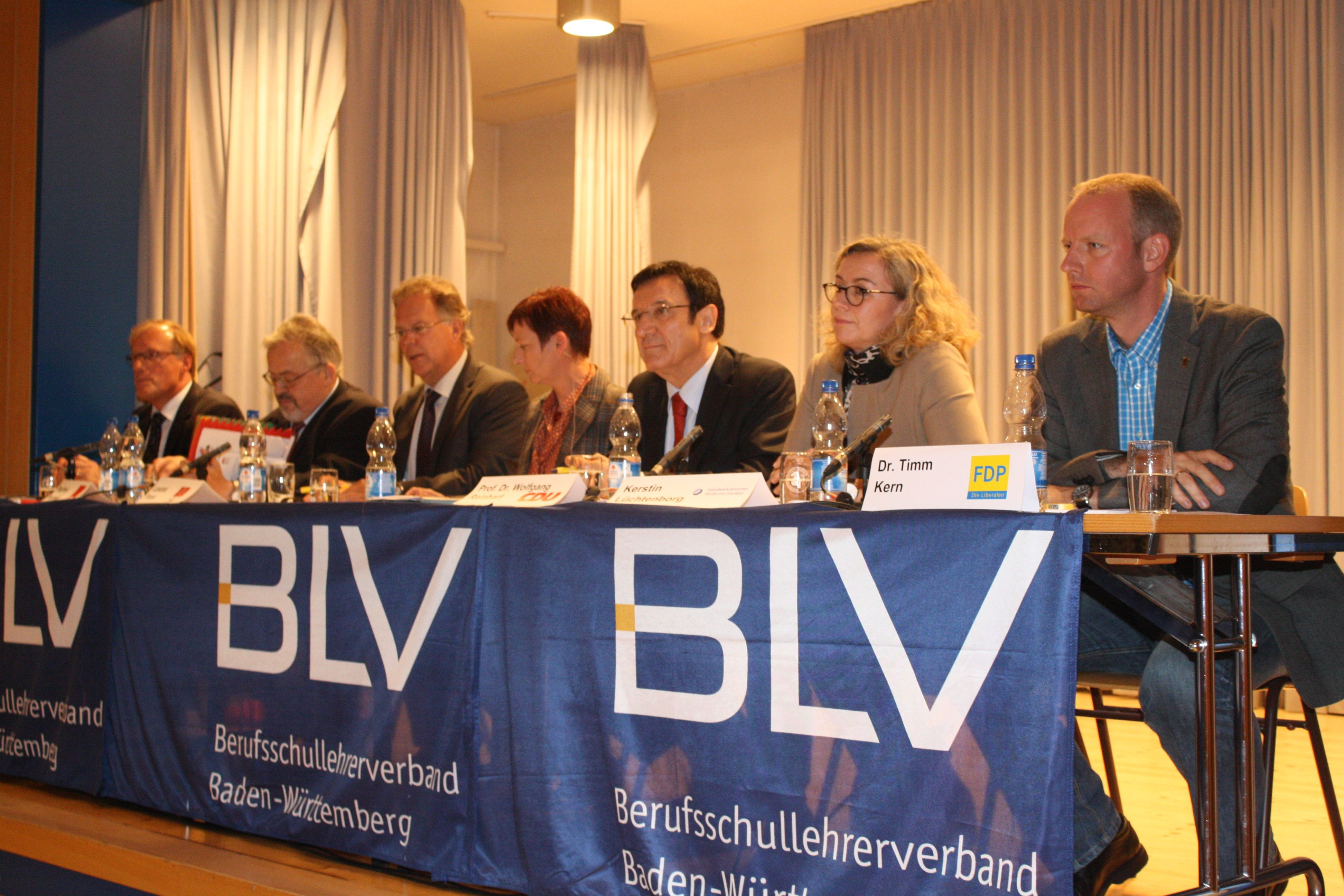
Eine BLV-Podiumsdiskussion zur Zukunft der Beruflichen Bildung mit Vertretern verschiedener Parteien in Tauberbischofsheim (2012)

### Interessenvertretung
Der BLV vertritt die Interessen der beamteten und angestellten Lehrerinnen und Lehrer aller Schultypen und Schularten des beruflichen Schulwesens in Baden-Württemberg. Der BLV ist der einzige Fachverband der sich allein auf das berufliche Schulwesen spezialisiert. Er vertritt die Interessen von über 10.000 Lehrerinnen und Lehrern (dv. 46 % Fachbereich Technik und Gewerbe, 37 % Fachbereich kaufmännische Bildung und 17 % Fachbereich Hauswirtschaft, Pflege Sozialpädagogik und Landwirtschaft) beruflichen Schulwesens und ist damit der größte gewerkschaftliche Fachverband im Bereich der beruflichen Schulen in Baden-Württemberg.

### Arbeitsbereiche
Der Berufsschullehrerverband Baden-Württemberg ist in sechzehn Arbeitsbereiche (auch als Referate bezeichnet) untergliedert. Die Referatsleiter bilden zusammen mit den drei Vorsitzenden und den vier Vorsitzenden der Regierungsbezirke (auch als Landesbezirke bezeichnet) den geschäftsführenden Vorstand. Diese wurden auf einem Delegiertentag am 10. Februar 2023 wie folgt gewählt:
| Referat                                                                           | Leitung                                   |
| --------------------------------------------------------------------------------- | ----------------------------------------- |
| Bereichsreferat Hauswirtschaft, Pflege, Sozialpädagogik und Landwirtschaft (HPSL) | Kerstin Hollwedel (Ettlingen)             |
| Bereichsreferat Kaufmännische Bildung (KB)                                        | Benjamin Starke (Wiesloch)                |
| Bereichsreferat Technik und Gewerbe (TuG)                                         | Clemens Hartelt (Biberach an der Riß)     |
| Arbeitsreferat Allgemeinbildung und Inklusion                                     | Annette Naumann (Ulm)                     |
| Arbeitsreferat Arbeits- und Gesundheitsschutz sowie außerschulischer Bereich      | Matthias Link (Karlsruhe)                 |
| Arbeitsreferat Dienstrecht                                                        | Tina Stark (Stockach)                     |
| Arbeitsreferat Digitalisierung und digitale Kommunikation                         | Martin Clausnitzer (Aalen)                |
| Arbeitsreferat Gleichstellung                                                     | Jacqueline Weigelt (Mannheim)             |
| Arbeitsreferat Jugendliche in beruflicher Vorbereitung                            | Christiane Andreae (Bietigheim-Bissingen) |
| Arbeitsreferat Junglehrkräfte                                                     | Jan-Moritz Mildenberger (Bühl)            |
| Arbeitsreferat Lehrkräfte in Anstellung (Angestellte)                             | Sabine Reitzig (Freiburg im Breisgau)     |
| Arbeitsreferat Mitgliederbetreuung                                                | Anna Herzog (Böblingen)                   |
| Arbeitsreferat Personalvertretung                                                 | Sophia Guter (Böblingen)                  |
| Arbeitsreferat Redaktion / BLV-Magazin                                            | Heike Worgall (Mannheim)                  |
| Arbeitsreferat Senioren                                                           | Anni Combé-Walter (Heilbronn)             |
| Arbeitsreferat Technische Lehrkräfte                                              | Thorsten Spohn (Neckarsulm)               |

### Publikationen

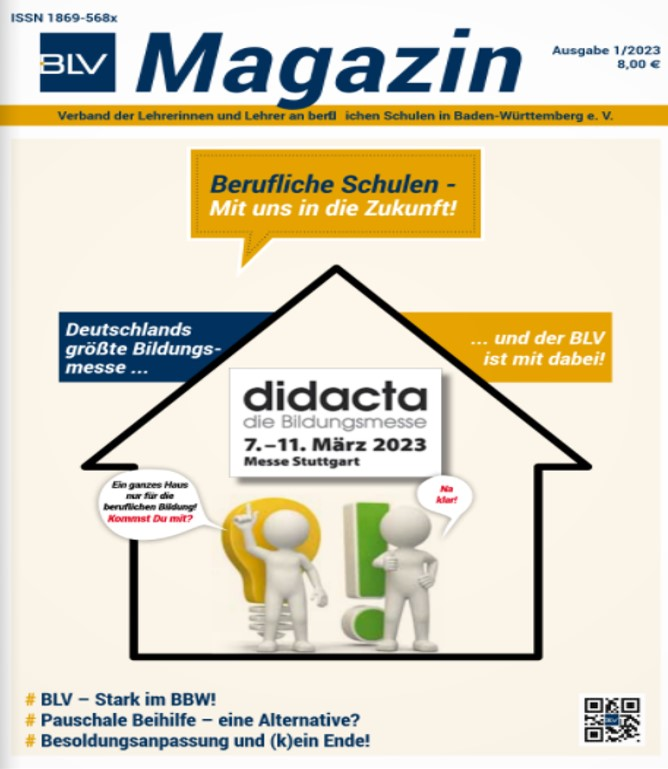
Titelseite des BLV-Magazins 2023 Nr. 1

Folgende Publikationen werden vom BLV – periodisch oder anlassbezogen – herausgegeben: BLV Magazin, BLV Standpunkt, Flugblätter / Plakate, ÖPR Info, BPR- / HBR-BS Info, BLV Sonderschriften wie z. B. 60+, Arbeits- & Gesundheitsschutz, von TL für TL, BLV Flyer.
Das BLV-Magazin informiert über deren hauptsächlichen Aktivitäten. Es erscheint viermal jährlich als Printausgabe und wird auch online veröffentlicht.

### Medien
Der BLV publiziert neben seinen Printausgaben (u. a. BLV-Magazin) mit verschiedenen Online-Medien. Dabei werden folgende Kommunikationskanäle genutzt:
- eine Homepage[8]
- eine Facebook-Seite[9]
- einen Instagram-Auftritt
- eine Twitter-Seite[10]
- ein YouTube-Kanal[11]

## Aufbau und Struktur

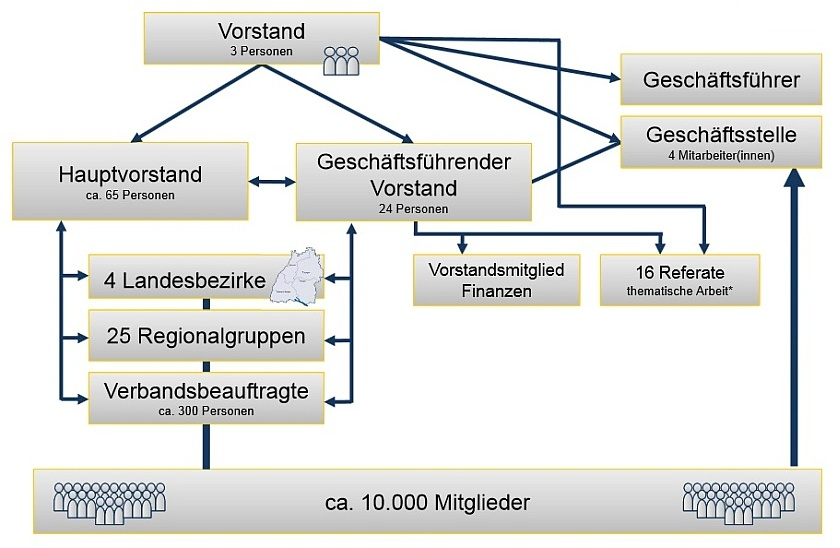
Aufbau und Struktur des BLV

### Regionalgruppen und Landesbezirke

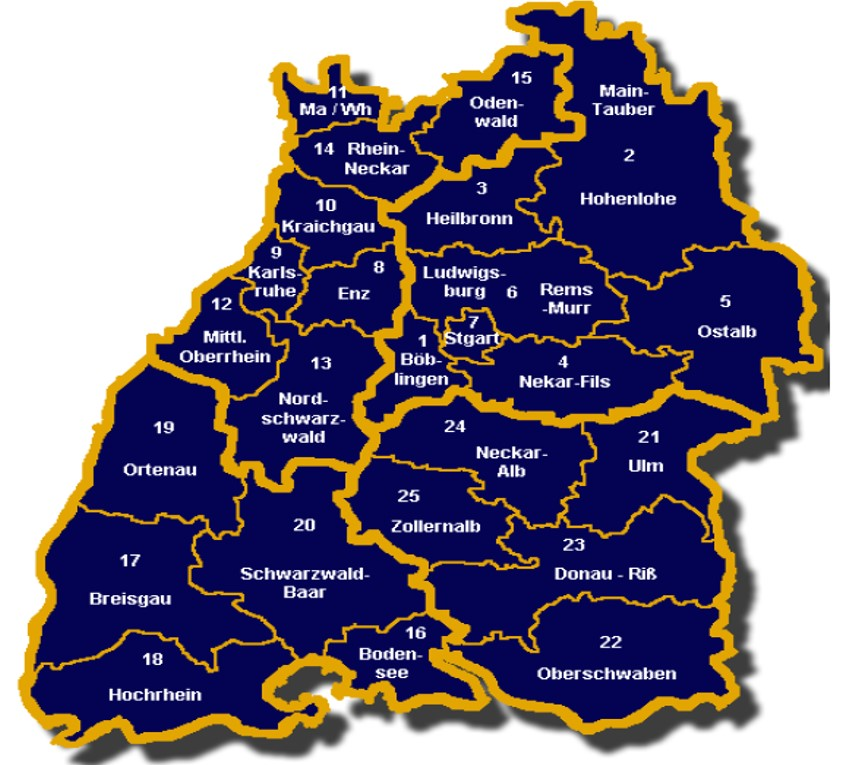
Aufbau des Verbandes mit 25 Regionalgruppen in vier Landesbezirken

Den über 10.000 BLV-Mitgliedern stehen rund 300 Verbandsbeauftragte an ihren Schulen im Land zur Verfügung, zudem sind die Mitglieder in 25 Regionalgruppen organisiert. Diese Regionalgruppen bilden wiederum vier Landesbezirken (welche den Regierungspräsidien Baden-Württembergs entsprechen), denen jeweils ein Vorsitzender vorsteht.

### Delegiertenversammlung und Vorstand

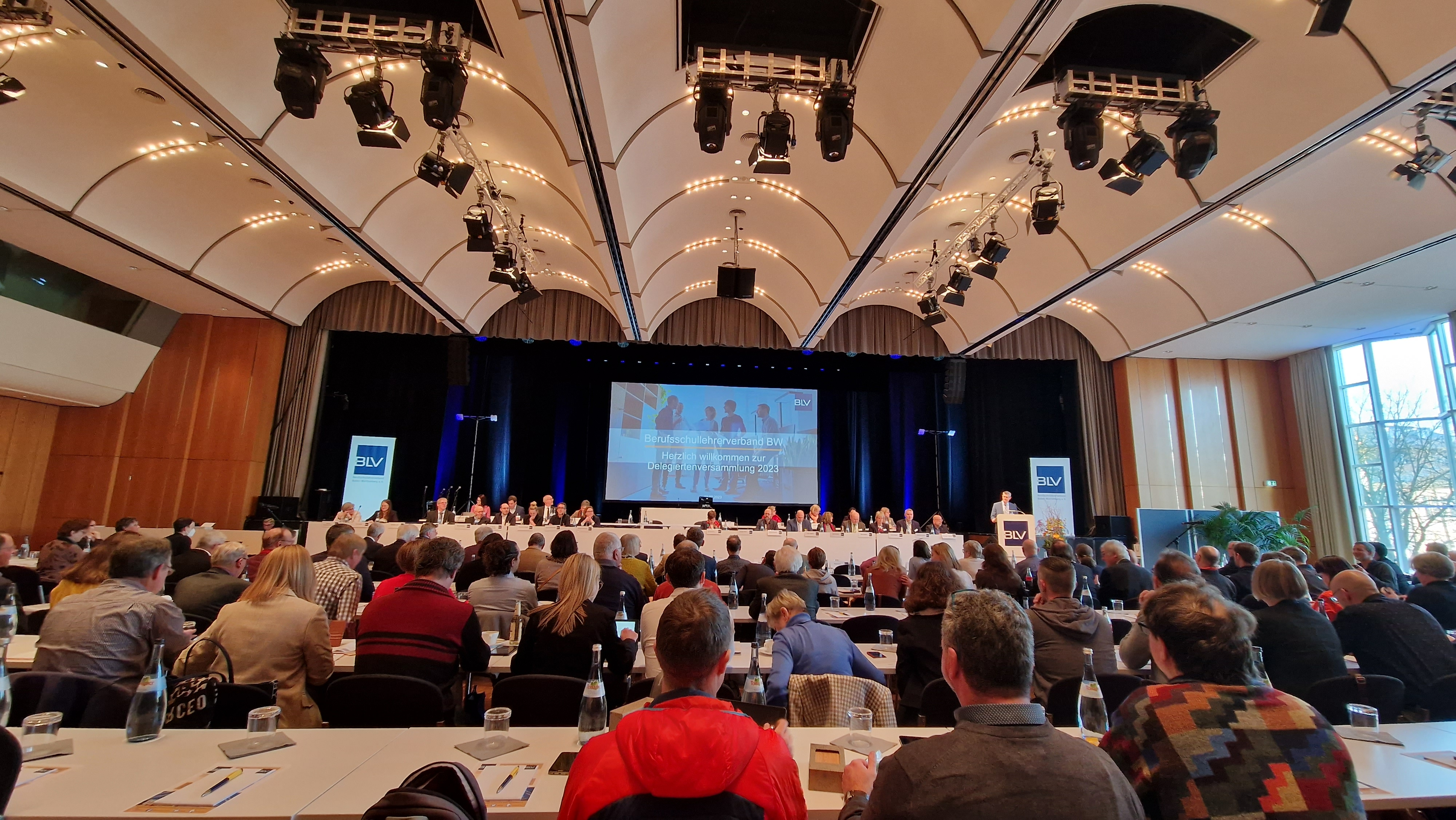
Eröffnung der 5. BLV-Delegiertenversammlung am 10. Februar 2023 in Ludwigsburg

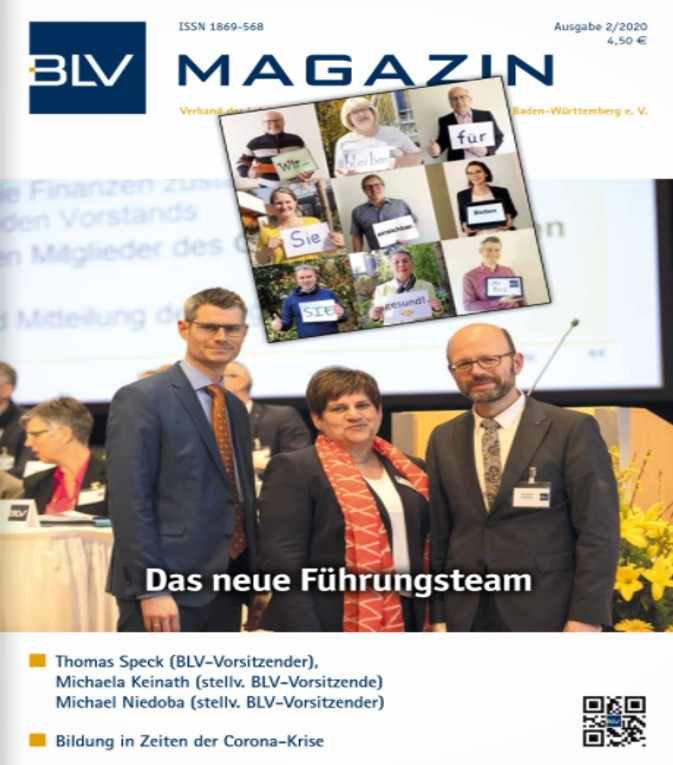
Titelseite des BLV-Magazins 2020 Nr. 2

Der BLV entstand am 12. Oktober 2007 durch den einstimmigen Zusammenschluss der drei bis dahin selbstständigen Landesverbände BLBS (TuG), VHL (HPSL) und VLW (KB) auf dem Gründungsdelegiertentag im Haus des Sports Stuttgart. Seitdem kommen die gewählten Delegierten im Drei-Jahres-Rhythmus zur Delegiertenversammlung zusammen, um sich dort über die Geschicke der beruflichen Schulen auszutauschen und den Verband programmatisch sowie personell für weitere drei Jahre neu aufzustellen.
Hierzu entsendet jede der 25 Regionalgruppen in Abhängigkeit ihrer Mitgliedergröße Delegierte. Da der BLV als eingetragener Verein organisiert ist, kommen der Delegiertenversammlung neben der programmatischen Debatte auch die Aufgaben einer Hauptversammlung mit Entlastung des bisherigen Vorstands und Neuwahlen zu.
Es werden durch die BLV-Delegiertenversammlung der Vorsitzende und seine beiden Stellvertreter ebenso wie die 16 Referatsleiter und das Vorstandsmitglied Finanzen geheim gewäht.
Dabei besagt die Satzung, dass sich der Vorstand (Vorsitzender und zwei Stellvertreter) aus jeweils einem Vertreter der drei Bereichsreferate Hauswirtschaft, Pflege, Sozialpädagogik und Landwirtschaft (HPSL), Kaufmännische Bildung (KB) und Technik und Gewerbe (TuG) zusammensetzen muss.
| #  | Datum      | Ort                              | Vorsitzender             | stellv. Vorsitzender         | stellv. Vorsitzender         |
| -- | ---------- | -------------------------------- | ------------------------ | ---------------------------- | ---------------------------- |
| 0. | 12.10.2007 | SpORT Stuttgart                  | Waldemar Futter (TuG)    | Herbert Huber (KB)           | Anton Metz (HPSL)            |
| 1. | 18.03.2011 | Schwabenlandhalle Fellbach       | Magarete Schaefer (HPSL) | Gert Baumer (TuG)            | Herbert Huber (KB)           |
| 2. | 21.02.2014 | Schwabenlandhalle Fellbach       | Herbert Huber (KB)       | Renate Granacher-Buroh (TuG) | Magarete Schaefer (HPSL)     |
| 3. | 10.03.2017 | Schwabenlandhalle Fellbach       | Herbert Huber (KB)       | Anni Combé-Walter (HPSL)     | Renate Granacher-Buroh (TuG) |
| 4. | 06.03.2020 | Forum am Schlosspark Ludwigsburg | Thomas Speck (KB)        | Michaela Keinath (HPSL)      | Michael Nieboda (TuG)        |
| 5. | 10.02.2023 | Forum am Schlosspark Ludwigsburg | Thomas Speck (KB)        | Michaela Keinath (HPSL)      | Michael Nieboda (TuG)        |
| 6. | 06.03.2026 | Forum am Schlosspark Ludwigsburg | N.N.                     | N.N.                         | N.N.                         |

### Geschäftsführender Vorstand
Der geschäftsführende Vorstand kommt i. d. R. fünf Mal jährlich zusammen. Hierzu gehören u. a. die Vorsitzenden der vier Landesbezirke, die 16 Referatsleiter und der dreiköpfige Vorstand.

### Hauptvorstand
Der Hauptvorstand kommt i. d. R. zwei Mal jährlich zusammen. Hierzu gehören u. a. die Leiter der 25 Regionalgruppen, die Vorsitzenden der vier Landesbezirke, die 16 Referatsleiter und der dreiköpfige Vorstand.

## Dachorganisationen
Die folgenden Dachorganisationen stehen hinter dem BLV:
Landesebene
- Deutscher Beamtenbund Tarifunion Baden-Württemberg
- Seniorenverband öffentlicher Dienst Baden-Württemberg

Bundesebene
- DBB Beamtenbund und Tarifunion
- Bundesverband der Lehrkräfte für Berufsbildung (BvLB)